# Васкес-де-Коронадо (кантон)
Васкес-де-Коронадо (исп. Vásquez de Coronado) — кантон в провинции Сан-Хосе Коста-Рики.

## География
Находится на крайнем севере провинции. Граничит на северо-западе с провинцией Эредия, на северо-западе с провинцией Лимон,на востоке с провинцией Картаго. Административный центр — Сан-Исидро-де-Коронадо.

## Округа
Кантон разделён на 5 округов:
1. Сан-Исидро
2. Сан-Рафаэль
3. Дульсе-Номбре-де-Хесус
4. Паталильо
5. Каскахаль